# Macrophoma flaccida
Macrophoma flaccida är en svampart som först beskrevs av Viala & Ravaz, och fick sitt nu gällande namn av Fridiano Cavara 1888. Macrophoma flaccida ingår i släktet Macrophoma och familjen Botryosphaeriaceae.   Inga underarter finns listade i Catalogue of Life.